# Horšovský Týn
Horšovský Týn (Duits: Bischofteinitz) is een Tsjechische stad in de regio Pilsen, en maakt deel uit van het district Domažlice.
Horšovský Týn telt 4906 inwoners (2006).
Horšovský Týn was tot 1945 een plaats met een overwegend Duitstalige bevolking. Na de Tweede Wereldoorlog werd de Duitstalige bevolking verdreven.
Babylon · Bělá nad Radbuzou · Blížejov · Brnířov · Čermná · Česká Kubice · Díly · Domažlice · Drahotín · Draženov · Hlohová · Hlohovčice · Hora Svatého Václava · Horšovský Týn · Hostouň · Hradiště · Hvožďany · Chocomyšl · Chodov · Chodská Lhota · Chrastavice · Kanice · Kaničky · Kdyně · Klenčí pod Čerchovem · Koloveč · Kout na Šumavě · Křenovy · Libkov · Loučim · Luženičky · Meclov · Mezholezy (eerder okres Domažlice) · Mezholezy (eerder okres Horšovský Týn)  · Milavče · Mířkov · Mnichov · Močerady · Mrákov · Mutěnín · Nemanice · Němčice · Nevolice · Nová Ves · Nový Kramolín · Osvračín · Otov · Pařezov · Pasečnice · Pec · Pelechy · Poběžovice · Pocinovice · Poděvousy · Postřekov · Puclice · Rybník · Semněvice · Spáňov · Srbice · Srby · Staňkov · Stráž · Tlumačov · Trhanov · Úboč · Újezd · Únějovice · Úsilov · Velký Malahov · Vidice · Vlkanov · Všepadly · Všeruby · Zahořany · Ždánov